# Acraephia perspicillata
Acraephia perspicillata är en insektsart som först beskrevs av Fabricius 1781.  Acraephia perspicillata ingår i släktet Acraephia och familjen lyktstritar. Inga underarter finns listade i Catalogue of Life.